# Aurlus Mabélé
Pour les articles homonymes, voir Mabele.
Aurlus Mabélé, né le 24 octobre 1953 à Brazzaville et mort le 19 mars 2020 à Eaubonne,  est un artiste chanteur et compositeur franco-congolais, né au Congo.

## Biographie
Aurlus Mabélé, de son vrai nom  Aurélien Benoit Miatsonama, est né le 24 octobre 1953 à Brazzaville dans le quartier de Poto-Poto [Brazzaville] en République du Congo.
En 1974, il fonde, avec notamment Jean Baron, Pedro Wapechkado et Mav Cacharel, le groupe Les Ndimbola Lokole.
Parti se perfectionner en Europe, il fonde, en 1986, avec Diblo Dibala et Mav Cacharel, le groupe Loketo. Il crée alors le soukous dont il sera proclamé « roi », d'où le slogan « c'est Aurlus Mabele le nouveau roi du soukous ».
En 25 ans de carrière, il aura vendu plus de 10 millions d'albums dans le monde et il aura contribué à faire connaître le soukous hors du continent africain.
Souffrant des suites d'un AVC depuis cinq ans, il a organisé avec le groupe Loketo des concerts avec succès aux Antilles entre mai et juin 2009.
Accompagné par des guitaristes talentueux, il a fait danser toute l’Afrique par des musiques avec ses rythmes typique du soukous (Africa Mousso, La Femme ivoirienne, Embargo, Betty, Asta De, Evelyne, Loketo...).

### Mort
Aurlus Mabélé meurt le 19 mars 2020 à Eaubonne, après avoir contracté la Covid-19.

## Discographie
- 1988 : Maracas d'or
- 1989 : Soukouss la terreur (Mélodie) CD 41007-2
- 1990 : Embargo (Mélodie)
- 1992 : Stop Arretez ! 1992 (JIP) CD 41021 2
- 1994 : Génération-Wachiwa encaisse tout (JIP) CD 41032 2
- 1996 : Album 1996 (Mélodie) CD 41041 2
- 1997 : Album 1997 (Mélodie)
- 1997 : Best of Aurlus Mabele (Mélodie) CD 41044 2
- 1998 : Proteine 4 (JIP)
- 1998 : Tour de contrôle (JPS Production)
- 1999 : Compil one (DEBS Music)
- 1999 : Compil two (DEBS Music)
- 2000 : Dossier X JPS Production
- Sebene
- Africa mousso
- La Femme ivoirienne
- Réconciliation et Cicatrice, par Loketo
- Confirmation, par Loketo